# Ferrière-la-Petite
Ferrière-la-Petite là một xã ở tỉnh Nord trong vùng Hauts-de-France, Pháp.